# Kaj Munk
Kaj Munk, pseudonimo di Kaj Harald Leininger Petersen (Maribo, 13 gennaio 1898 – Silkeborg, 4 gennaio 1944), è stato un drammaturgo e pastore protestante danese.
Fu uno dei più importanti autori di drammi religiosi della sua epoca. Fu ucciso dalla Gestapo ed oggi è ricordato come un martire.

## La gioventù
Nacque Kaj Harald Leininger Petersen a Maribo sull'isola di Lolland ma rimase presto orfano e nel 1903 andò a vivere da Peter e Marie Munk, una famiglia di piccoli agricoltori di cui prese il nome e da cui venne adottato nel 1916. I Munk erano dei devoti pietisti e la loro fede fu all'orginine della vocazione del figlio adottivo. Grazie anche all'influenza del suo insegnante di scuola elementare, Martinus Wested, Munk mostrò inoltre fin da giovane le sue attitudini letterarie, e cominciò a scrivere ballate, poesie, drammi. In seguito Munk andò a studiare teologia all'Università di Copenaghen, dove nel 1924 ottenne la laurea. Lo stesso anno divenne pastore di Vedersø, piccolo villaggio dello Jutland Occidentale, incarico che mantenne per tutti i vent'anni successivi fino alla sua morte.

## Attività letteraria
Munk continuò a scrivere drammi e nel 1928 riuscì a metterne in scena uno per la prima volta. En Idealist, incentrato sulla figura di Erode, non fu però apprezzato dai critici che lo avrebbero rivalutato soltanto una decina di anni dopo.
Il successo arrivò invece tre anni dopo con Cant, riguardante la storia di Anna Bolena, mentre nel 1932 con la rappresentazione del dramma Il Verbo (noto anche con il suo titolo originale Ordet, 1925) viene riconosciuto da tutta la critica come il miglior drammaturgo danese. In questa opera viene narrata la miracolosa resurrezione di una contadina morta di parto grazie alla richiesta a Dio del cognato Johannes, considerato pazzo da tutta la famiglia. Nel 1938 scrisse Cristo siede presso il crogiolo (Han sidder ved smeltediglen), la sua opera più apertamente politica, in cui criticò la persecuzione degli ebrei. Sono degne di menzione anche altre sue opere come Pilatus (1917), scritta a neanche vent'anni; I Brændingen (1929), in cui attacca lo scrittore ateo Georg Brandes, e Kærlighed (1926).

### Caratteristiche dell'opera
La tematica religiosa ricopre sempre un ruolo di primo piano nelle sue opere, che si possono inserire nel dibattito della "filosofia sulla vita" che animava il mondo culturale danese negli anni della sua attività e che vedeva contrapposti la religione al Marxismo e al Darwinismo. I protagonisti delle sue opere sono spesso uomini forti che lottano per i loro ideali, siano essi buoni o cattivi (si pensi ad esempio all'Erode di En Idealist). L'inserimento dell'opera in un contesto storico e la struttura dei drammi eroici ma danesi di passione hanno spinto a critici a vedere nella sua produzione una forte influenza di William Shakespeare.

## Attività politica
Munk scrisse anche numerosi articoli sui principali giornali danesi nei quali affrontò vari argomenti, dalla Chiesa alla cultura fino alla politica. Fu in alcuni di questi articoli che agli inizi degli anni '30 criticò il sistema parlamentare ed espresse la sua ammirazione per Hitler e Mussolini, visti come figure forti in grado di unificare un popolo. Ben presto però il suo atteggiamento nei confronti dei due dittatori mutò radicalmente diventando dapprima critica e poi aperto disgusto, come testimonia la presa di posizione contro la Guerra d'Etiopia e le persecuzioni agli ebrei in una lettera aperta a Mussolini pubblicata sul Jyllands-Posten nel 1938. Dopo l'occupazione tedesca della Danimarca nel 1940 Munk nei suoi sermoni tentò più volte di sensibilizzare i connazionali sugli orrori del nazismo e di incitarli alla rivolta. La sua opposizione non era però di matrice democratica ma si basava sulla figura di un "Dittatore nordico" che riunisse le nazioni scandinave per tenerle neutrali durante la guerra. Con le sue opere Niels Ebbesen (1942) e Før Cannae (1943), presto confiscate, continuò ad incitare il popolo danese alla rivolta. Pur sapendo di essere in pericolo decise di non fuggire in Svezia e continuò a girare il paese a tenere i suoi sermoni. Particolarmente significativo fu quello tenuto nella Cattedrale di Copenaghen il 5 dicembre 1943, nonostante i nazisti gli avessero vietato di parlare in pubblico. Circa un mese più tardi venne arrestato dalla Gestapo e giustiziato. Il suo corpo fu trovato a Hørbylunde, nei pressi di Silkeborg.

## Eredità
La figura di Munk divenne un simbolo della Resistenza danese. Viene ricordato come martire nel calendario dei santi della Chiesa Luterana il 14 agosto assieme a Maximilian Kolbe. Nel 1955 il famoso regista Carl Theodor Dreyer realizzò un adattamento cinematografico di pregevole valore artistico del suo Ordet e la pellicola vinse il Leone d'Oro alla Mostra del Cinema di Venezia. A partire dagli anni '50 l'opinione pubblica danese ha cominciato a dimenticarlo e a guardarlo con sospetto a causa del suo iniziale entusiasmo verso il regime nazista, ma a partire dagli anni '90 la sua figura ha ricominciato a destare interesse e nel 2005 gli è stato intitolato un centro di ricerca all'università di Aalborg.

## Opere principali
- Pilatus (1917)
- Ordet (Il Verbo) (1925)
- Kærlighed (1926)
- En Idealist (1928)
- I Brændingen (1929)
- Kardinalen og Kongen (1929)
- Cant (1931)
- De Udvalgte (1933)
- Sejren (1936)
- Han sidder ved Smeltediglen (1938)
- Egelykke (1940)
- Niels Ebbesen (1942)
- Før Cannae (1943)
- Il Verbo, a cura di Franco Perelli, traduzione di Franco Perelli, Bologna, Cue Press, 2020. ISBN 9788855100878.